# Benedetto Naro
Benedetto Naro (né le 26 juillet 1744 à Rome et mort le 6 octobre 1832 à Rome) est un cardinal italien du XIXe siècle.

## Biographie
Naro exerce diverses fonctions au sein de la Curie romaine, notamment comme préfet du Palais apostolique. Le pape Pie VII le crée cardinal lors du consistoire du 8 mars 1816. Le cardinal Naro est préfet de la Congrégation des indulgences et reliques et préfet de la Congrégation de la discipline régulière. Il participe au conclave de 1823, lors duquel Léon XII est élu pape, au conclave de 1829 (élection de Pie VIII) et de conclave de 1830-1831 (élection de Grégoire XVI).

### Source
- Fiche du cardinal Benedetto Naro sur le site fiu.edu